# Пушкарёвка (Днепропетровская область)
Пушкарёвка (укр. Пушкарівка) — село,
Пушкарёвский сельский совет,
Верхнеднепровский район,
Днепропетровская область,
Украина.
Код КОАТУУ — 1221087701. Население по переписи 2001 года составляло 3443 человека.
Является административным центром Пушкарёвского сельского совета, в который не входят другие населённые пункты.

## Географическое положение
Село Пушкарёвка находится на правом берегу Каменского водохранилища,
выше по течению — место впадения реки Домоткань, на противоположном берегу которой расположено село Заречье,
ниже по течению — место впадения реки Самоткань, на противоположном берегу которой расположены город Верхнеднепровск и село Подлужье.
Рядом проходит автомобильная дорога Н-08.

## История
- В окрестностях села Пушкарёвка обнаружено поселение и исследованы курганы эпохи бронзы (II—I тысячелетия до н. э.).
- Село Пушкарёвка возникло в 1740 году.
- В 1752—1764 годах село входило в состав Новослободского казацкого полка.
- В 1964 году, после ввода в эксплуатацию Днепродзержинской ГЭС, часть старинного села была затоплена.

## Экономика
- «Днипро-Н», ООО.
- ООО "Правобережное".

## Объекты социальной сферы
- Школа I-III ст.
- Клуб.
- Детский сад.
- Фельдшерско-акушерский пункт.

## Достопримечательности
- Братская могила советских воинов, среди которых Герой Советского Союза Александр Кувашев.